# 森高南
森高 南(もりたか みなみ、1976年12月9日 - )は、日本のAV女優。
秋田県出身。

## 人物
緒川夕貴時代のプロフィール
- 北海道出身。
- 身長:153cm。
- スリーサイズ:B82・W60・H87。
- 趣味:スノーボード。

朝丘南時代のプロフィール
- 京都府出身。

## 略歴
- 1998年 - 緒川夕貴として『LOVING YOU』でAVデビュー。

- 1999年 - ミスシンデレラコンテストで新人特別賞を受賞。

- 2000年頃 - 朝丘南に改名。

- 2014年 - 森高南に改名。

## 作品

### アダルトビデオ
緒川夕貴 名義
- LOVING YOU（1998年9月29日、マックス・エー）
- ぬるぬるラブリー（1998年10月30日、マックス・エー）
- NEWナース倶楽部VOL.3（1999年1月22日、宇宙企画）…オムニバス作品

朝丘南 名義
2000年
- フードルの休日（3月21日、KUKI）

2001年
- 朝丘南のオナニーのお手伝いしてあげる（7月19日、ハムレット）
- 女教師 バレー部顧問姦涙合宿（8月22日、ハムレット）
- 童貞狩り（9月20日、ハムレット）
- 淫口家庭教師童貞狩り（12月7日、ワープエンタテインメント）

2002年
- THE極上リップサービス（2月8日、ワープエンタテインメント）
- AV女優朝丘南の[あなたとこんな同棲してみたいな]（4月9日、SODクリエイト）
- バーチャルレイプ in 朝丘南（5月4日、SODクリエイト）
- 徹底攻略 朝丘南（6月1日、ワンズファクトリー）
- Angel 朝丘南（12月8日、アイデアポケット）

2003年
- 全裸秘書 朝丘南（2月20日、TMA）
- AV制作完全制覇宣言!「朝丘南の野望!」 ～全部私がやりました～（3月8日、アイデアポケット)
- 凌辱仕置人 第2話～結婚詐欺女に鉄槌を～（6月8日、アタッカーズ）

森高南 名義
2014年
- 電撃復活! 美専属デビュー! 痴女覚醒 森高南（10月25日、美）

発売・レンタル開始日不明
- 本汁ファック 2001スペシャル（シャイ企画）
- エンドレスシャワー（シネマジック）